# Oiry
Oiry is een gemeente in het Franse departement Marne (regio Grand Est) en telt 946 inwoners (1999). De plaats maakt deel uit van het arrondissement Épernay.
De gemeente staat op de lijst van grand cru-gemeenten van de Champagne. Dat betekent dat alle druiven uit de wijngaarden binnen deze gemeente, ongeacht de bodem en de ligging, een "grand cru" champagne leveren.

## Geografie
De oppervlakte van Oiry bedraagt 10,8 km², de bevolkingsdichtheid is 87,6 inwoners per km².
De onderstaande kaart toont de ligging van Oiry met de belangrijkste infrastructuur en aangrenzende gemeenten.

## Demografie
Onderstaande figuur toont het verloop van het inwonertal (bron: INSEE-tellingen).